# Sint-Annakapel (Mellaar)

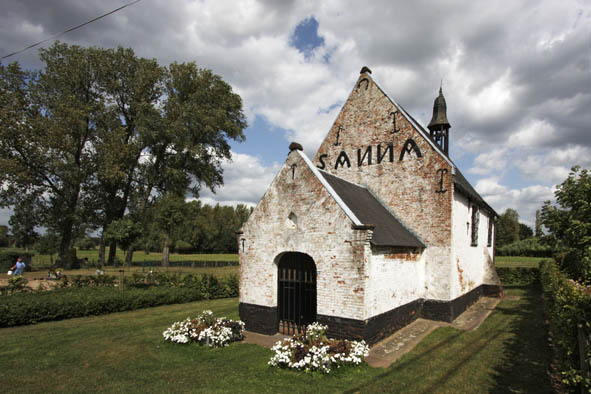

De Sint-Annakapel is een historische kapel in het Belgische gehucht Mellaar aan de Dikke Eikstraat 62 (grondgebied Lummen).
De kapel werd tussen 1748 en 1755 gebouwd door het plaatselijke schuttersgilde Sint-Anna. 
Het gebouw bestaat uit eenvoudig witgekalkt bakstenen met een zadeldak en ervoor een lagere ingangspartij met eveneens een zadeldak. Het dak van de kapel wordt bekroond door een dakruitertje met klok en een hoog helmdak als spits. Op de gevel staat in primitieve letters de tekst: S. Anna geteerd. De puntgevels vertonen boerenvlechting. De gevel is voorzien van enkele muurankers en de zijgevel wordt ondersteund door een steunbeer. De apsis is driezijdig.
Het interieur wordt door een tongewelf overkluisd. Dit is voorzien van stucwerk in Lodewijk XV-stijl. De kapel bezit een triptiek uit de 2e helft van de 16e eeuw, voorstellende de Calvarieberg met links Sint-Maarten en rechts de Heilige Barbara. Verder is er een Sint-Anna-ten-Drieën uit omstreeks 1510. Het gepolychromeerde hoofdaltaar is in barokstijl uit de 18e eeuw.
Sinds 1951 is de kapel en zijn omgeving beschermd als monument.
In 2022 startten grondige renovatiewerken aan de kapel. Op 21 april 2024 werd de vernieuwde kapel ingehuldigd.